# Робинсон, Ким Стэнли
Ким Стэнли Робинсон (англ. Kim Stanley Robinson; 23 марта 1952, Уокиган, Иллинойс, США) — американский писатель-фантаст, возможно, наиболее известный своей Марсианской трилогией, удостоившейся нескольких премий, в том числе премий «Хьюго» и «Небьюла».

## Биография
Ким Стэнли Робинсон родился в Уокиган, штат Иллинойс и вырос в Южной Калифорнии. В 1974 году получил степень Бакалавра по литературе в Калифорнийском университете Сан-Диего, а в 1975 году степень магистра по английскому языку и литературе в Бостонском университете. В студенческие годы оформились антикапиталистические и левые взгляды Робинсона; в Калифорнийском университете в Сан-Диего среди его преподавателей был литературный критик-неомарксист Фредерик Джеймисон, который обратил его внимание на творчество Филипа Дика. В 1982 году он защищает в Калифорнийском университете Сан-Диего кандидатскую диссертацию на тему «Романы Филипа Дика» (The Novels of Philip K. Dick), которая была затем опубликована в 1984 году.

### Личная жизнь
В 1982 году писатель женился на Лизе Хоуланд Новелл (Lisa Howland Nowell), ученая-химик по проблемам окружающей среды. У них двое сыновей. К. С. Робинсон жил в Вашингтоне, в Калифорнии, и в течение 1980-х годов несколько лет в Швейцарии. На сегодняшний день проживает в городе Дэвис, Калифорния.
Писатель является страстным альпинистом, что не раз проявилось в его художественных произведениях, прежде всего в романах «Антарктида», «Сорок знамений дождя», «Побег из Катманду» и в Марсианской трилогии.

## Жанр и стилистика произведений
Стилистика К. С. Робинсона, в зависимости от рассматриваемых работ, называлась критиками то «литературная научная фантастика» (literary science fiction), то «твёрдая научная фантастика» (hard science fiction), то «историческая научная фантастика» (historical science fiction). Тем не менее сам автор характеризует себя просто как «романист». По затрагиваемым в его произведениях темам и проблемам, общую жанровую направленность К. С. Робинсона можно характеризовать как «экосоциальная научная фантастика».

## Основные темы произведений
Тематика работ К. С. Робинсона многогранна: экология и современная экополитика (романы Антарктида, Сорок знамений дождя); колонизация и терраформирование Марса (Марсианская трилогия); альтернативная история и буддийская философия (роман Годы риса и соли); история научных открытий и роль этих открытий в будущем (роман Сон Галилея).
Тем не менее, несмотря на множество затрагиваемых К. С. Робинсоном тем, основная проблематика его произведений, начиная с принёсшей ему первую известность Калифорнийской трилогии, формируется вокруг трёх направлений: экология и устойчивое развитие, социальная роль ученого, формирование альтернативных социо-экономических и политических систем.

### Экология и устойчивое развитие
Экологические проблемы и проблемы устойчивого развития содержащиеся практически во всех его романах могут быть по праву признаны краеугольным камнем творчества К. С. Робинсона. В более узком смысле, основные размышления писателя формируются вокруг возможной экологической организации будущего общества. Так например Калифорнийская трилогия повествует о взаимодействии техники и природы и подчеркивает необходимость баланса между двумя возможными крайностями — сверхтехничность и полное отсутствие техники. В «Марсианской трилогии» поселенцы Марса делятся в большинстве своём на два противоборствующих лагеря — сторонников и противников терраформирования красной планеты — стоит ли придать Марсу облик и экосферу Земли или сохранить его естественную экосистему нетронутой; в то же время марсианский конфликт переплетается с необратимыми экологическими катастрофами на самой Земле. В серии «Столичная наука» проблема экологических катастроф и глобального потепления является основной тематикой романов.

### Общественная роль учёного
Помимо экологических проблем творчеству К. С. Робинсона характерны размышления над ролью и функциями науки, и ученого в частности, в обществе; его гражданский, социальный и моральный долг и ответственности. В отличие от большинства произведений научной фантастики, где учёные представлены как героические путешественники и первооткрыватели, К. С. Робинсон рисует своего ученого-героя не только и не столько как первопроходца науки, но в первую очередь как общественного и политического деятеля. Наиболее ярко это проявляется в «Марсианской трилогии» где особый упор делается на учёных, несущих, с одной стороны, ответственность за свои открытия и их возможные последствия, и с другой, на учёных не только способных, но и порой вынужденных принимать участие в политической и экономической жизни новой планеты. Автор склоняется, таким образом, к размышлениям об учёных как группе людей наиболее подходящих для управления обществом и для решения наиболее важных политических, экономических, социальных и экологических проблем.

### Социоэкономическая и политическая стабильность

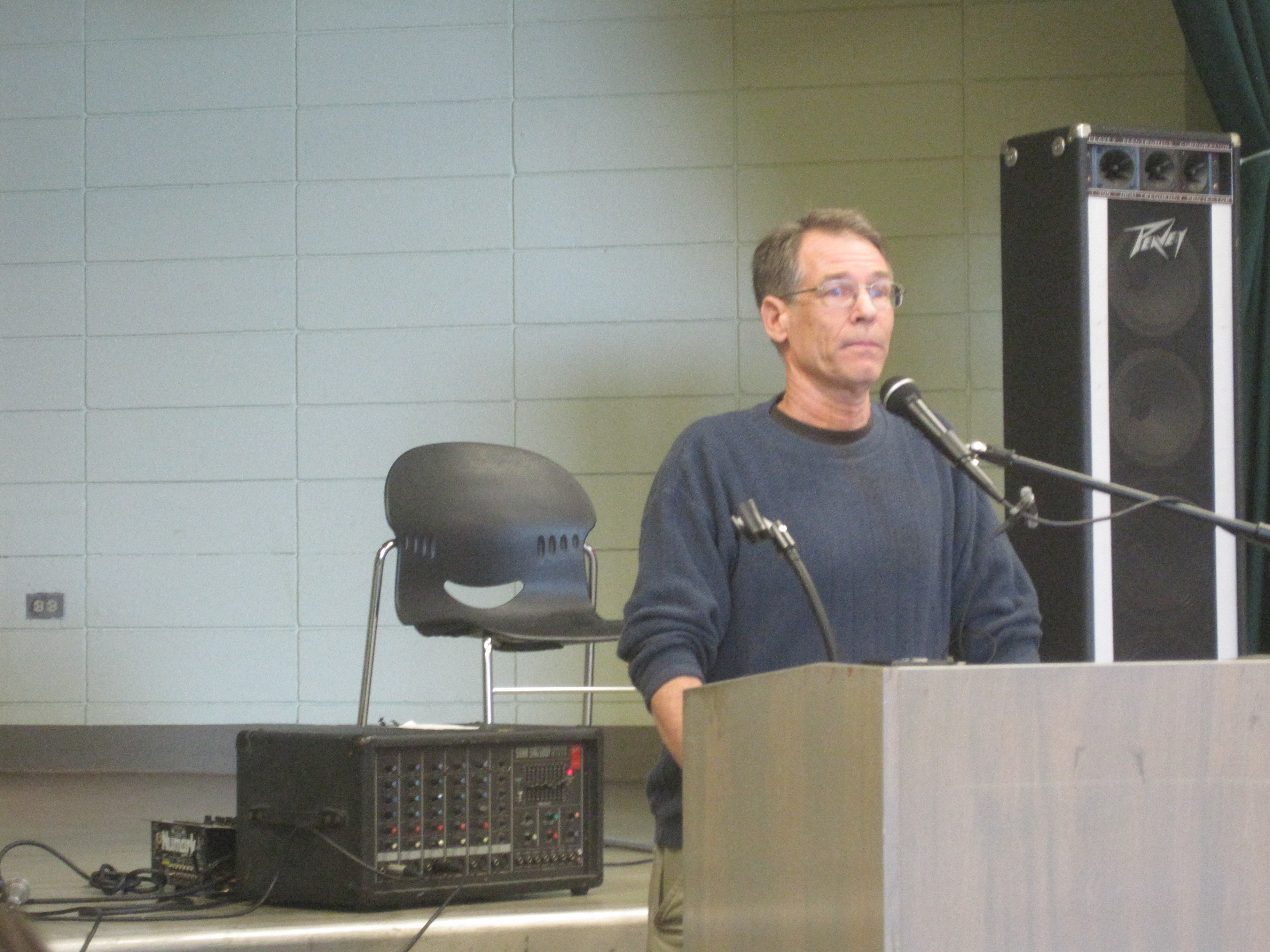
Робинсон, Ким Стенли выступает на Прибрежной Анархистской Книжной Ярмарке

Практически подавляющему большинству работ К. С. Робинсона характерны размышления о политических и социо-экономических формах, которые будущее общество может принять. Изображая зачастую своих героев в атмосфере борьбы с экономической и политической гегемонией крупных корпораций, фантаст задумывается о возможных альтернативах современной демократии и экономической системе капитализма. Тем не менее, несмотря на частую критику духа индивидуализма и предпринимательства и нередкое использование антикапиталистических идей неомарксизма, анархизма и синдикализма, фантаст не столько критикует современную политическую систему, сколько пытается представить возможные альтернативы и решения, находящиеся порой на стыке множества из существующих на сегодняшний день политических и экономических концепций. В то же время, проводя подобные «социально-фантастические эксперименты», К. С. Робинсон старается избегать утрированной утопичности или антиутопичности повествования, оставаясь в рамках возможных социальных и политических сценариев; этому во многом способствует и использование им уже существующих научных экономических и социально-политических теорий и гипотез.
Особенно ярко тематика развития политической системы будущего проявилась в «Марсианской трилогии», где первооткрыватели красной планеты находятся в похожих, до некоторой степени, условиях что и пионеры Дикого Запада в период заселения Америки; с их любовью к свободе и отсутствию каких-либо границ, как то территориальных, так и политических и социальных. К. С. Робинсон продолжает в этом контексте свои размышления о создании жизнеспособной модели политической и экономической организации заселяемых новых миров. Сходные по духу мысли прослеживаются и в Калифорнийской трилогии, с её тремя возможными альтернативными развитиями округа Ориндж. В романе Годы риса и соли, на фоне противоборства между двумя крупными цивилизациями — азиатской и арабской, чьи социальные и политические формы во многом определены культурным и религиозным наследиями, писатель пытается изобразить возможные альтернативные социальные и политические модели государственности, представленные индийской Лигой Траванкора и индейской лигой Ходеносаунэ.

## Основные произведения

### Трилогии

#### Калифорнийская трилогия
«Калифорнийская трилогия» (Californias Trilogy) также известна как Трилогия округа Ориндж (Orange County trilogy) или «Три Калифорнии» (Three Californias Trilogy). В трилогию входят романы Дикий берег (The Wild Shore, 1984), Золотое побережье (The Gold Coast, 1988) и У кромки океана  (Pacific Edge, 1990). Не являясь трилогией в традиционном смысле слова, когда повествование связано общностью излагаемой истории, эти книги повествуют о трёх возможных вариантах будущего Калифорнии.
«Дикий берег» изображает Калифорнию пережившую, как и вся Америка, ядерную войну и борющуюся за возвращение к цивилизации. «Золотое побережье» представляет нам будущую сверх-индустриализированную Калифорнию одержимую новыми технологиями и раздираемую на части войной между террористами и производителями оружия. «У кромки океана» рисует будущую Калифорнию где экологически чистое производство и забота об окружающей среде стали нормой и шрамы прошлого стали постепенно затягиваться.
Несмотря на кажущуюся несвязанность между собой повествований, все три книги пронизаны одной общей идеей. Если в первом романе человечество страдает от нехватки технологий, а во втором мы видим человечество страдающее от злоупотребления технологиями (сопровождающиеся экологическими катаклизмами), то третий роман описывает возможный компромисс между двумя крайностями. Хоть и являясь в определённой степени утопией, повествование третьей книги остаётся тем не менее трагическим и полным конфликтов. Всем трём книгам присущи общие герои, что позволяет проследить складывание их судеб в трёх альтернативных сюжетных линиях.

#### Марсианская трилогия
«Марсианская трилогия» (Mars trilogy) является самой известной и самой обширной работой К. С. Робинсона, которая рассматривает проблему колонизации Марса. Патриарх мировой фантастики Артур Кларк характеризовал это произведение как «лучший когда либо написанный роман о колонизации Марса… обязательный для прочтения колонистам будущих веков».
Сама трилогия является результатом научного увлечения и пятнадцатилетнего изучения Марса К. С. Робинсоном и его очарования этой планетой на протяжении всей жизни.
Название каждого из томов — «Красный Марс» (Red Mars, 1992), «Зеленый Марс» (Green Mars, 1993), «Голубой Марс» (Blue Mars, 1996) — характеризует изменения которые претерпевает планета в ходе человеческой колонизации. Трилогия начинается в 2026 году с создания первого поселения на Марсе группой учёных и инженеров отправленных с Земли и продолжается на протяжении следующих 200 лет заселения красной планеты. К концу повествования Марс становится густонаселённой планетой подвергнувшейся терраформированию и переживший множество политических, социальных и экономических кризисов. Судьбы множества героев и нескольких поколений переселенцев переплетаются на протяжении всей трилогии.
Большое количество научных, социальных, политических, экологических и экономических проблем подробно раскрыты автором и получают новое развитие по ходу повествования. Очевидное очарование перед наукой и техникой не мешают писателю переплетать этот интерес с размышлениями о фундаментальных человеческих ценностях. Проблематика которой фантаст придаёт особое внимание варьируется таким образом от экологии и устойчивого развития до моральной и гражданской ответственности ученого и создания новой государственности и стабильной социополитической системы на колонизируемой планете.

##### Марсиане
Созданный как дополнение к «Марсианской трилогии», сборник «Марсиане» (The Martians, 1999) представляет собой собрание коротких историй, где среди главных героев мы находим многих персонажей трилогии. Действие каждого из рассказов происходит до, во время или после событий, описанных в трилогии. В данный сборник также включены «Конституция Марса» и поэтические произведения, типичные для граждан Марса.

#### Столичная наука
«Столичная наука» (Science in the Capital) не является трилогией как таковой, но серией из трёх книг объединённых общей проблематикой экологических катастроф и глобального потепления планеты. Серия «Столичная наука» включает в себя три романа: Сорок знамений дождя (Forty Signs of Rain, 2004), Пятьдесят градусов ниже нуля (Fifty Degrees Below, 2005) и Шестьдесят дней и после (Sixty Days and Counting, 2007). В контексте поведения нескольких служащих Национального научного фонда и близких им людей в романах исследуются последствия глобального потепления на планете. Интерес писателя к буддийской философии проявляется в романах в сопоставление реакций и поведения представителей Кхембалунга, вымышленного буддийского островного микрогосударства в дельте Ганга находящегося под угрозой полного уничтожения поднимающимся уровнем моря, и представителей Вашингтона.

### Романы

#### Антарктида
Роман «Антарктида» (Antarctica, 1997) очень близок по духу к «Марсианской трилогии». Как следует из названия, местом действия является Антарктида в недалёком будущем где, в контексте экологической, политической и научной проблематики, писатель продолжает свои размышления о хрупкости социо-экологического равновесия и роли и ответственности ученого в обществе. Многие из описываемых в романе событий были продиктованы настороженностью фантаста в контексте истекающего на тот момент Договора об Антарктиде и его озабоченностью угрозой разграбления природных ресурсов и разрушения окружающей среды «белого континента» ради экономических интересов крупных компаний и государств.

#### Годы риса и соли
Роман «Годы риса и соли» (The Years of Rice and Salt, 2002), являясь фактически написанным в стиле альтернативной истории, стилистически построен вокруг буддийской концепции реинкарнации, переплетая, таким образом, — помимо уже свойственной автору тематики социальной и политической стабильности — философские размышления о детерминизме человеческого поведения.
Исходной точкой альтернативного повествования является 1405 год, когда после пандемии чумы, известной как Чёрная смерть, в середине XIV века погибло не 30, а 99 процентов всего населения Европы. Обезлюдевшие европейские территории были уже несколько десятилетий спустя заселены арабами. На фоне альтернативной геополитической ситуации, К. С. Робинсон прослеживает, на протяжении почти шести веков (до 2002 года), складывание двух крупнейших цивилизаций, азиатской (с китайской гегемонией) и арабской; отсюда и название романа.
В то же время концептуальную необычность роману придаёт факт того, что само повествование изложено «от лица» нескольких душ принадлежащих к одному и тому же джати, реинкарнирующихся на протяжении более чем десяти поколений. Данное построение романа позволяет автору проследить ход альтернативной истории через века и разные континенты, сохраняя при этом всего несколько главных героев. На фоне меняющихся эпох философское наполнение романа складывается из размышлений героев о смысле своего существования, о своём предназначении и о возможности борьбы с судьбой, законами мироздания и дхармой.
Помимо прочего, в романе ярко и подробно описаны различные культурные традиции, религиозные учения и философские направления: Буддизм; Ислам; китайская культура; индийская культура; возможная культура и социальный строй американских индейцев, не завоеванных европейцами.

#### Сон Галилея
«Сон Галилея» (Galileo’s Dream, 2009) опубликован в августе 2009 года в Англии; и затем в декабре 2009 года в США.
В романе причудливым образом переплетается жизнь и открытия Галилео Галилея, живущего в Италии первой половины XVII века и его ночные «путешествия» на Галилеевы спутники Юпитера, какими они будут в XXXI веке, со своими проблемами и конфликтами. В «Сне Галилея» писатель продолжает проблематику ставшей уже лейтмотивом большинства его произведений — роль и место ученого в обществе и его моральный долг.

#### 2312
Роман «2312» (2012) получил премию «Небьюла» за лучший роман года. Действие романа разворачивается в 2312 году когда человеческая раса уже заселила всю солнечную систему. Сван Эр Хонг (Swan Er Hong), художник и бывший дизайнер астероидных террариумов, из города Терминатор на Меркурии, узнает о внезапной смерти своей бабушки Алекс, которая была очень влиятельна среди жителей Терминатора. Сван решает узнать больше о жизни Алекс и отправляется на Ио, луну Юпитера, чтобы встретиться с Вангом, специалистом квантовых компьютеров. В это же время, город Терминатор был разрушен атакой астероида искусственного происхождения. В ходе своего путешествия по солнечной системе, Сван узнает все больше о серии заговоров, окружающих загадку смерть Алекс и разрушения её родного города.
Роман получил довольно позитивную критику . Помимо выигранной премии Небьюла, в 2012 году роман также был в числе претендетов на премию BSFA и упомянут в почётном листе премии Джеймса Типтри-младшего. В 2013 году он был номинирован на премию Хьюго как лучший роман, и был претендентом премии Артура Кларка.

#### Шаман
Действие романа «Шаман» (Shaman, 2013) происходит во время последней ледниковой эпохи и повествует историю молодого ученика-шамана из племени ранних европейских современных людей. Сам текст романа точно не говорит о географических или хронологических рамках повествования, так как речь ведётся от прямого лица самих персонажей, которые не имеют современного нам представления о мире. Тем не менее, К.С.Робинсон отметил что действие происходит 32 тыс. лет назад на юге современной Франции, и что пещера упомянутая в романе — это пещера Шове, известная своими наскальными доисторическими рисунками.

#### Аврора
Роман «Аврора» (Aurora, 2015) рассказывает историю корабля поколений, запущенного в 2545 году с Сатурна к звезде Тау Кита  для создания человеческой колонии и о возвращении к Земле после провала миссии. Повествование в романе ведётся от лица компьютерного искусственного интеллекта звездного корабля. Роман получил положительные критические отзывы.
Одними из основных тем романа являются проблемы жизни на борту корабля поколений, искусственный интеллект и возможность межзвездных путешествий. К.С.Робинсон отметил что в процессе подготовки романа он сотрудничал с Кристофером МакКэйем (Christopher McKay), с которым был знаком ещё со времени написания “Марсианской Трилогии”, и с сотрудниками НАСА.
Нью-Йорк 2140
Роман "Нью-Йорк 2140" (New York 2140, 2017) повествует о будущем, в котором Нью-Йорк окажется практически затопленным поднявшимся океаном. Улицы стали подобны каналам. Небоскребы стали подобны островам, и большинство героев романа живут как раз в одном из них.
В романе поднимаются вопросы будущего человечества и его взаимодействия с природой.

### Повести, рассказы и сборники

#### Повести
- Айсхэндж (Icehenge, 1984) повествует историю открытия на Плутоне памятника изо льда, по форме напоминающего земной Стоунхэндж. Близок по духу к написанной позднее Марсианской трилогии, хотя само повествование представлено в более темных и антиутопичных тонах.
- Память белизны (The Memory of Whiteness, 1985) описывает обучение музыканта игре на фантастическом и уникальном музыкальном инструменте и его последующее путешествие по солнечной системе. В романе порой можно проследить многие из идей, получивших своё дальнейшее развитие в Марсианской трилогии, несмотря на то что действие самого романа происходит много столетий спустя после покорения Марса.
- Короткое и острое потрясение (A Short, Sharp Shock, 1990) — одна из немногих повестей написанная К. С. Робинсоном в стиле фэнтэзи и повествующая о потерявшем память человеке, путешествующем по загадочным землям в поисках женщины, которую он видел в обрывках своей памяти.

#### Рассказы и сборники
Первые два рассказа К. С. Робинсона были опубликованы в Orbit-18 в 1976 году. Большинство рассказов фантаста изданы в сборниках Планета на столе (The Planet on the Table, 1986), Переделывая историю (Remaking History, 1991), Мечты о Вайнланде (Vinland the Dream, 2001) и уже упоминавшегося «Марсиане» (The Martians, 1999). Четыре юмористические повести рассказывающие о злоключениях американских беженцев в Непале были опубликованы в сборнике Побег из Катманду (Escape from Kathmandu, 1989). 1 августа 2010 года издательством Night Shade Books был издан сборник «Лучшие произведения Кима Стэнли Робинсона» (The Best of Kim Stanley Robinson).

## Нехудожественные произведения
Помимо художественных произведений К. С. Робинсона стоит упомянуть и другие его работы, в том числе опубликованную в 1984 году в издательстве UMI Research Press диссертацию «Романы Филипа Дика» (The Novels of Philip K. Dick) и изданную под его руководством антологию Первобытное будущее: Новые Экотопии (Future Primitive: The New Ecotopias, 1994) к которой он также написал предисловие. Также К. С. Робинсон написал предисловие «Физический пейзаж» (The Psychic Landscape) к антологии «Paragons: Twelve Master Science Fiction Writers Ply Their Craft» (1996).
К. С. Робинсон также автор нескольких статей о климатических изменениях и научной фантастике для «The Washington Post» и «New Scientist».

## Премии
Произведения К. С. Робинсона номинировались более 30 раз и были удостоены 19 крупных премий за работы в области научной фантастики. В общей сложности, по данным сайта «Worlds Without End», в статистике самых известных премий в области научной фантастики и фэнтэзи К. С. Робинсон занимает второе место по количеству номинаций и третье место по полученным премиями среди всех мировых фантастов..
- Премия Хьюго

«Зеленый Марс» — Green Mars (1994)
«Голубой Марс» — Blue Mars (1997)
- Премия Небьюла

«Слепой Геометр» — The Blind Geometer (1986)
«Красный Марс» — Red Mars (1993)
«2312» — 2312 (2012)
- Всемирная премия фэнтези

«Черный воздух» — Black Air (1983)
- Мемориальная Премия Джона Кэмпбелла

«У кромки океана» — Pacific Edge (1991)
- Премия Локус

«Дикий берег» — The Wild Shore (1985)
«Короткое и острое потрясение» — A Short, Sharp Shock (1991)
«Зеленый Марс» — Green Mars (1994)
«Голубой Марс» — Blue Mars (1997)
«Марсиане» — The Martians (2000)
«Годы риса и соли» — The Years of Rice and Salt (2003)
- Премия Британской ассоциации научной фантастики

«Золотое побережье» — «The Gold Coast» (1990)
- Ignotus Awards

«Красный Марс» — Red Mars (1997)
«Зеленый Марс» — Green Mars (1998)
- Сэйун

«Красный Марс» — Red Mars (1999)
- Asimov's Reader Poll

«Слепой геометр» — The Blind Geometer (1987)
- Science Fiction Chronicle Reader Awards

«Черный воздух» — Black Air (1984)
'Vinland the Dream" (1992)

## Экранизации
На сегодняшний день ни одно из произведений К. С. Робинсона не было экранизировано. Тем не менее, ввиду большого успеха «Марсианской трилогии» права на её экранизацию были приобретены Д. Кэмероном,, который планировал снять пятичасовой мини-сериал под руководством М. Кулидж,, но затем он отказался от этой идеи. Позднее Гейл Хёрд также планировала производство подобного мини-сериала для канал Sci-Fi Channel, но этот проект так и остался нереализован. В 2008 году Дж. Хенсли планировал создание телевизионного мини-сериала, основанного на романе «Красный Марс».
Согласно The Hollywood Reporter в декабре 2015 года Spike TV заказал производство 10 серий сериала на основе Марсианской Трилогии. Сценаристом должен будет выступить Д. М. Стражински (известный по сериалу «Вавилон-5»). Он также будет и исполнительным продюсером вместе с Винс Жерадис/Vince Gerardis (продюсер сериала Игра престолов). Сам К. С. Робинсон должен выступить консультантом во время съёмок. Съёмки должны были начаться летом 2016 года и выход серий был запланирован на январь 2017 года. По данным на март 2016 года, вслед за уходом шоураннера Питера Ноа/Peter Noah, проект сериала был временно приостановлен. В это же время, к продюсерской команде также добавился Грег Яйтанс (лауреат премии «Эмми», известный как режиссёр таких сериалов как «Доктор Хаус», «Остаться в живых», «Побег», «Герои» и т. д.).

## Переводы на русский язык
Помимо Калифорнийской трилогии (опубликована в 1997 году в серии «Миры Кима Стэнли Робинсона») принёсшей автору первую известность и славу, на русский язык были переведены всего несколько рассказов и повестей, в том числе «Слепой геометр», «История XX века, с иллюстрациями», «Прогулка по хребту»; и рассказы «Крученый мяч на Марсе» и «Половой диморфизм» из сборника «Марсиане».
- «Прогулка по хребту» (Ridge Running, 1984) — перевод на русский существует только в электронной версии[37].
- «История XX века, с иллюстрациями» (A History of the Twentieth Century, With Illustrations, 1984) — перевод на русский существует только в электронной версии[38].
- «Слепой геометр» (The Blind Geometer, 1986) — журнал «Если», 1994, № 10[39].
- Из сборника рассказов «Марсиане»

«Крученый мяч на Марсе» (Arthur Sternbach Brings the Curveball to Mars, 1999) — антология «Научная фантастика. Ренессанс», Азбука-классика, 2007, стр. 15-29. ISBN 978-5-91181-535-6.
«Половой диморфизм» (Sexual Dimorphism, 1999) — антология «Научная фантастика. Возрождение», Азбука-классика, 2008, стр. 384—404. ISBN 978-5-91181-816-6.
- Калифорнийская трилогия (трилогия издана в серии „Миры Кима Стэнли Робинсона“, 3 тома, Полярис, 1997 год)[42].

Том 1, „Дикий берег“ (The Wild Shore, 1984) — ISBN 5-88132-285-1
Том 2, „Золотое побережье“ (The Gold Coast, 1988) — ISBN 5-88132-286-X
Том 3, „У кромки океана“ (Pacific Edge, 1990) — ISBN 5-88132-288-6
- «2312» (издательство АСТ, 2015 год)[43]— ISBN 978-5-17-079626-7
- «Красный Марс» (издательство Эксмо, 2016 год) — ISBN 978-5-699-89463-5
- «Зеленый Марс» (издательство Эксмо, 2017 год) — ISBN 978-5-699-91361-9
- «Голубой Марс» (издательство Эксмо, 2017 год) — ISBN 978-5-699-91715-0

### Трилогии
- «Калифорнийская трилогия» (Three Californias Trilogy)

«Дикий берег» (The Wild Shore, 1984) ISBN 0-312-89036-2
«Золотое побережье» (The Gold Coast, 1988) ISBN 0-312-89037-0
«У кромки океана» (Pacific Edge, 1990) ISBN 0-312-89038-9
- «Марсианская трилогия» (Mars trilogy)

«Красный Марс» (Red Mars, 1992) ISBN 0-553-56073-5
«Зеленый Марс» (Green Mars, 1993) ISBN 0-553-57239-3
«Голубой Марс» (Blue Mars, 1996) ISBN 0-553-57335-7
- «Столичная наука» (Science in the Capital)

«Сорок знамений дождя» (Forty Signs of Rain, 2004) ISBN 0-553-58580-0
«Пятьдесят градусов ниже нуля» (Fifty Degrees Below, 2005) ISBN 0-553-58581-9
«Шестьдесят дней и после» (Sixty Days and Counting, 2007) ISBN 0-553-58582-7

### Романы
- «Слепой геометр» (The Blind Geometer, 1986) ISBN 0-8125-0010-5
- «Антарктида» (Antarctica, 1997) ISBN 0-553-57402-7
- «Годы риса и соли» (The Years of Rice and Salt, 2002) ISBN 0-553-10920-0
- «Сон Галилея» (Galileo’s Dream, 2010) ISBN 0-00-726031-8
- «2312» (2012) ISBN 978-0-316-09812-0
- «Шаман» (Shaman, 2013) ISBN 9780316098076
- «Аврора» (Aurora, 2015) ISBN 9780316098106

### Повести
- «Айсхэндж» (Icehenge, 1984) ISBN 0-312-86609-7
- «Память белизны» (The Memory of Whiteness, 1985) ISBN 0-312-86143-5
- «Короткое и острое потрясение» (A Short, Sharp Shock, 1990) ISBN 0-553-57461-2

### Сборники
- «Планета на столе» (The Planet on the Table, 1986) ISBN 0-8125-5237-7
- «Побег из Катманду» (Escape from Kathmandu, 1989) ISBN 0-312-87499-5
- «Переделывая историю» (Remaking History, 1991) ISBN 0-312-89012-5
- «Марсиане» (The Martians, 1999) ISBN 0-553-57401-9
- «Мечты о Вайнланде» (Vinland the Dream, 2001) ISBN 0-00-713404-5
- «Лучшие произведения Кима Стэнли Робинсона» (The Best of Kim Stanley Robinson, 2010) ISBN 1-59780-184-4

### Рассказы
- «A History of the Twentieth Century, with Illustrations» (in: Vinland the Dream, originally published in Isaac Asimov's Science Fiction Magazine, 1991, revised for Remaking History)
- «A Martian Childhood»
- «A Martian Romance» (in The Martians)
- «A Sensitive Dependence on Initial Conditions» (in Vinland the Dream)
- «A Transect»
- «An Argument for the Deployment of All Safe Terraforming Technologies» (in The Martians),
- «Arthur Sternbach Brings the Curveball to Mars» (in The Martians),
- «Before I Wake» (in Remaking History)
- «Big Man in Love» (in The Martians)
- «Black Air» (in Vinland the Dream; originally published in The Magazine of Fantasy and Science Fiction, 1983)
- «Coming Back to Dixieland» (in Vinland the Dream; originally published in Orbit 18)
- «Coyote Makes Trouble» (in The Martians)
- «Coyote Remembers» (in The Martians)
- «Discovering Life» (in Vinland the Dream and in The Martians)
- «Down and Out in the Year 2000»
- «Enough is as Good as a Feast» (in The Martians',
- «Escape from Kathmandu» (in Escape from Katmandu)
- «Exploring Fossil Canyon» (in The Martians)
- «Festival Night»
- «Four Teleological Trails» (in The Martians)
- «Glacier» (in Remaking History)
- «Green Mars» (in The Martians)
- «If Wang Wei Lived on Mars and Other Poems» (in The Martians)
- «Jackie on Zo» (in The Martians)
- «Keeping the Flame» (in The Martians)
- «Kistenpass» Архивная копия от 6 июля 2010 на Wayback Machine
- «Maya and Desmond» (in The Martians)
- «Mercurial» (in Vinland the Dream; originally published in Universe 15),
- «Michel in Antarctica» (in The Martians)
- «Michel in Provence» (in The Martians)
- «Mother Goddess of the World» (in Escape from Katmandu)
- «Muir on Shasta» (in Vinland the Dream)
- «Odessa» (in The Martians)
- «On the North Pole of Pluto»
- «Our Town»
- «Purple Mars» (in The Martians)
- «Remaking History» (in Remaking History and Vinland the Dream originally published in What Might Have Been, edited by Gregory Benford and Martin H. Greenberg)
- «Ridge Running» (in Vinland the Dream; originally published in The Magazine of Fantasy and Science Fiction, 1984 edition)
- «Salt and Fresh» (in The Martians)
- «Saving Noctis Dam» (in The Martians)
- «Sax Moments» (in The Martians)
- «Selected Abstracts from The Journal of Aerological Studies» (in The Martians)
- «Sexual Dimorphism» (in The Martians)
- «Some Work Notes and Commentary on the Constitution by Charlotte Dorsa Brevia» (in The Martians)
- «Stone Eggs» (in Vinland the Dream; originally published in Universe 13)
- «The Archaeae Plot» (in The Martians)
- «The Blind Geometer»
- «The Constitution of Mars» (in The Martians)
- «The Disguise» (in Vinland the Dream; originally published in Orbit 19),
- «The Kingdom Underground» (in Escape from Katmandu)
- «The Lucky Strike» (in Vinland the Dream; originally published in Universe 14)
- «The Lunatics»
- «The Memorial»
- «The Part of Us That Loves» (in Remaking History)
- «The Return from Rainbow Bridge»
- «The Translator» (in Remaking History)
- «The True Nature of Shangri-La» (in Escape from Katmandu)
- «The Way the Land Spoke to Us» (in The Martians)
- «To Leave a Mark»
- «Venice Drowned» (in Vinland the Dream; originally published in Universe 11)
- «Vinland the Dream» (in Vinland the Dream; originally published in Remaking History)
- «What Matters» (in The Martians)
- «Whose 'Failure of Scholarship'?»
- «Zürich»

### Нехудожественные произведения
- «Романы Филипа Дика» (The Novels of Philip K. Dick, 1984) ISBN 0-8357-1589-2
- Предисловие к Первобытное будущее: Новые Экотопии (Future Primitive: The New Ecotopias, 1994) ISBN 0-312-86350-0
- «Физический пейзаж» (предисловие) в (The Psychic Landscape in «Paragons: Twelve Master Science Fiction Writers Ply Their Craft», 1996) ISBN 0-312-15623-5

### Газетные статьи
- K.S.Robinson, «Return to the Heavens, for the Sake of the Earth» в «The Washington Post», 19.06.2009 (на англ.)
- K.S.Robinson, «Science fiction: The stories of now» в «New Scientist», 16.09.2009 (на англ.)

### Об авторе
- Библиография К. С. Робинсона на FantLab.Ru
- К. С. Робинсон на Internet Speculative Fiction Database (на англ.)
- К. С. Робинсон на Internet Book List (на англ.)
- К. С. Робинсон на Darkwaves: The Speculative Fiction Clearing House (на англ.)
- Краткое описание романов К. С. Робинсона (на англ.)

### Награды и номинации
- К. С. Робинсон на The LOCUS Index to SF Awards (на англ.)
- Полный лист победителей и номинантов научно-фантастических наград (на англ.)

### Интервью
- Сентября 1997 для журнала «Locus» (на англ.)
- О романе «Годы риса и соли», январь 2002 для журнала «Locus Magazine» (на англ.)
- «Будущее время», 14.09.2005 в «Guardian» (на англ.)
- «Колоть дрова, носить воду» (о теме экологии в произведениях К. С. Робинсона), апрель 2007 для «Locus» (Фотография фантаста была опубликована на обложке номера). (на англ.)
- «Сравнительная планетология: интервью с К. С. Робинсононом», 19.12.2007 Архивная копия от 22 декабря 2007 на Wayback Machine, BLDGBlog (на англ.)
- О романе «Мечта Галилея», 11.04.09 на «Shareable» (на англ.)
- Для «The Planetary Society» (на англ.)
- «Вся научная фантастика — политическая»: Фантаст Ким Стэнли Робинсон об ошибках капитализма и гендерной революции // сайт Look At Me, апрель 2015

#### Аудиоинтервью
- Аудиоинтервью с К. С. Робинсоном от 15.06.2001 на Hour25 (на англ.)
- Аудиоинтервью о серии «Столичная наука», 10.01.2006 на «IT Conversations» (на англ.)
- Аудиоинтервью о серии «Столичная наука», 04.10.2008 на «SciFiDimensions Podcast» (на англ.)
- Аудиоинтервью из серии «Будущее и ты», 18.02.2009 — (К. С. Робинсоном рассказывает о своем представление будущего) (на англ.)

#### Видеовыступления
- «Prisoners of Gravity: Ecology», 22.04.1993 (на англ.)
- «Prisoners of Gravity: Utopia», 18.03.1993 (на англ.)
- «UCSD Guestbook: Kim Stanley Robinson», июль 2000 интервью для «UCSD Guestbook», Калифорнийский университет Сан Диего (на англ.)
- K.S.Robinson, Greg Bear and Gordon Van Gelder, июль 2007 интервью после The Pacific Northwest’s Premiere Science Fiction and Fantasy Convention, 30 (на англ.)
- "Climate Change ", 11.12.2007 выступление на «Google Tech Talks» (на англ.)
- «Scalable City: Literature Talk», 03.12.2008 конференция в Калифорнийском университете Сан Диего (на англ.)
- «Sustainable Actions for a Sustainable Future», май 2009 выступление на «Public Affairs Conference», Missouri State University (на англ.)
- Четыре интервью с К. С. Робинсоном, июнь 2009 (на англ.)
- «We Are Living in a Science Fiction Novel We All Collaborate On», 29.01.2010 выступление на «Ecology and the Humanities», Institute at Duke (на англ.)
- «Science, Religion, Ideology», 29.01.2010 конференция в Duke University (на англ.)
- «Galileo Between Science, Science Studies and Science Fiction», май 2010 конференция о романе «Мечта Галилея», Калифорнийский университет Сан Диего (на англ.)

#### Любительские видео
- «Escape from Katmandu», 11.03.2010 любительское видео по одноимённому сборнику рассказов (на англ.)
- «Red Mars», 14.10.2008 любительское видео по одноимённому роману (на англ.)